# Arigato No!
Arigato No! es el nombre del quinto álbum de estudio lanzado por la banda de rock costarricense Gandhi. Stevie Salas fue el productor encargado y fue grabado en el estudio de Matt Sorum, en Los Ángeles, California. 
La banda realizó un gran concierto de presentación para el disco, en la Antigua Aduana, el 22 de mayo de 2009.

## Lista de canciones
1. "Arigato" - 3:15
2. "Ondularte" - 3:42
3. "Estréllame" - 4:31
4. "Gran Ciudad" - 4:56
5. "Simple" - 5:15
6. "Mujer" - 4:03
7. "Ríe (La Culpa y El Perdón)" - 3:39
8. "Mañana" - 3:53
9. "La Herida" - 4:11
10. "Rocket" - 3:29
11. "Lo Que Más Dolió" - 6:48